# Борщов (Житомирская область)
Борщо́в (укр. Борщів) — село на Украине, основано в 1606 году, находится в Радомышльском районе Житомирской области.
Код КОАТУУ — 1825080601. Население по переписи 2001 года составляет 918 человек. Почтовый индекс — 12251. Телефонный код — 4132. Занимает площадь 33,466 км².

## Адрес местного совета
12251, Житомирская область, Радомышльский р-н, с.Борщов, ул.Центральная